# Tintinnabuli
Tintinnabuli (lateinisch tintinnabulum ‚Klingel, Schelle‘) ist ein Kompositionsstil des estnischen Komponisten Arvo Pärt, mit dem er 1976 zum ersten Mal in Erscheinung trat. Zu den bekanntesten Frühwerken dieses Stils gehören Für Alina (1976), Tabula rasa (1977) sowie Spiegel im Spiegel (1978). Dieser einfache Stil ist von der mystischen Erfahrung des Komponisten mit Kirchengesang geprägt und durch die Verwendung einer Melodie- und einer Dreiklangsstimme, der sogenannten Tintinnabuli-Stimme, gekennzeichnet. Die Werke sind oft langsam und meditativ im Tempo und minimalistisch in Notation und Aufführungspraxis. Seit 1980 hat sich Pärts Kompositionsweise etwas erweitert, aber im Großen und Ganzen bleibt der Effekt derselbe.

## Hintergrund und Entwicklung
Ab Ende der 1960er Jahre befand sich in Pärt in einer Schaffenskrise, für deren ungefähren Beginn exemplarisch der Misserfolg des Werkes Credo (1968) steht. Toomas Siitan vermutet, dass bei Pärt der innere Konflikt zwischen dem Wunsch nach zugänglicher Musik einerseits und seinem Bedürfnis nach einer logischen, rationalen, seriellen Kompositionsweise andererseits bestand. Pärt widmete sich in den folgenden Jahren überwiegend dem Studium Alter Musik, darunter insbesondere den Gregorianischen Chorälen. Die Tintinnabuli-Kompositionsweise kann als Ergebnis dieses Prozesses angesehen werden. Als erste öffentliche Aufführung von Musik dieses Stils gilt ein Konzert am 27. Oktober 1976, bei dem der Hortus Musicus unter der Leitung von Andres Mustonen in Tallinn musizierte. Sieben Stücke wurden hierbei unter dem Titel Tintinnabuli zusammengefasst: Calix (später neu als Dies irae in Miserere), Modus (später neu als Sarah Was Ninety Years Old), Trivium, Für Alina, Wenn Bach Bienen gezüchtet hätte ..., Pari intervallo, In Spe (später neu als An den Wassern zu Babel saßen wir und weinten ...). Ausgehend von diesen ersten Werken entstanden viele weitere Stücke in diesem Stil, dem Pärt bis heute treu bleibt.

## Charakterisierung
Musikalisch ist Pärts Tintinnabuli-Musik durch zwei Stimmen gekennzeichnet: Die erste (auch „Tintinnabuli-Stimme“ oder kurz T-Stimme genannt) umfasst einen Dreiklang, der in Arpeggien gebrochen wird. Die zweite bewegt sich meist in diatonischen Schritten und trägt die Melodie (daher auch M-Stimme). Obwohl auf diese Weise Tonalität gewissermaßen imitiert wird, kann schwerlich von Tonalität im Sinne der westlichen Musik gesprochen werden: Es gibt kein Spannungsverhältnis aus Tonika und Dominante, somit keine Kadenzbildung, auch keine Modulationsmöglichkeiten. Auftretende Dissonanzen werden weder vorbereitet noch aufgelöst. Der Tonikadreiklang wird somit seiner traditionellen Funktion beraubt und bildet vielmehr ein Fundament, auf dem sich die Melodiestimme entwickeln kann. Beide Stimmen können als zwei Ausgestaltungen einer musikalischen Idee betrachtet werden, die gemeinsam eine Einheit bilden, so dass nach Pärt die Formel 1+1=1 gilt.

## Pärt über seinen Tintinnabuli-Stil
- „Tintinnabulation ist ein Ort, den ich manchmal betrete, wenn ich nach Antworten suche – in meinem Leben, meiner Musik, meiner Arbeit. In meinen dunklen Stunden bin ich der Überzeugung, dass alles da draußen keine Bedeutung hat. Das Komplexe und Vielseitige verwirrt mich nur, und ich suche nach Einheit. Was ist es, dieses eine, und wie finde ich den Weg dorthin? Die Spuren des Vollkommenen erscheinen in vielerlei Weisen – und alles Unwichtige fällt einfach ab. So ist Tintinnabulation…. Die drei Noten eines Dreiklangs sind wie Glocken. Das ist der Grund, warum ich von Tintinnabulation spreche.“[3]
- „Ich könnte meine Musik mit weißem Licht vergleichen, in dem alle Farben enthalten sind. Nur ein Prisma kann diese Farben voneinander trennen und sichtbar machen; dieses Prisma könnte der Geist des Zuhörers sein“ – aus dem Essay Weißes Licht von Hermann Conen.[4]
- „Tintinnabuli ist die mathematisch exakte Verbindung einer Linie mit einer anderen … Tintinnabuli ist die Regel, bei der die Melodie und die Begleitstimme … eins sind. Eins und eins ergibt eins – nicht zwei. Das ist das Geheimnis dieser Technik.“ Aus einem Gespräch zwischen Arvo Pärt und Anthony Pitts, abgedruckt im Begleitheft der Naxos-Records-Veröffentlichung von Passio.[5]